# Otto Schell
Otto Anders Fredrik Schell, född 29 augusti 1901 i Landskrona församling, Malmöhus län, död 18 september 1987 i Motala församling, Östergötlands län, var en svensk jurist.

## Biografi
Schell föddes 1901 i Landskrona. Han var son till grosshandlaren Fredrik Schell och Alfrida Andersson. Schell tog studentexamen 1920 och avlade juris kandidatexamen vid Lunds universitet 1925.  Han blev assessor i Skånska hovrätten 1935 och tillförordnad revisionssekreterare 1939, ordinarie 1942. År 1940 blev han hovrättsråd. Schell var häradshövding i Aska, Dals och Bobergs domsaga 1950–1968. Han var ordförande i utskrivningsnämnden i Västra Ny 1953–1970 och vice ordförande i beslutsnämnden för Östergötlands län 1968–1972 Schell avled 1987 i Motala.

### Familj
Schell gifte sig 1933 med Birgit Sjunnesson (född 1909). Hon var dotter till disponenten Ivar Sjunnesson och Mimmi Magnusson.